# سنجاب‌های زمینی صخره‌ای

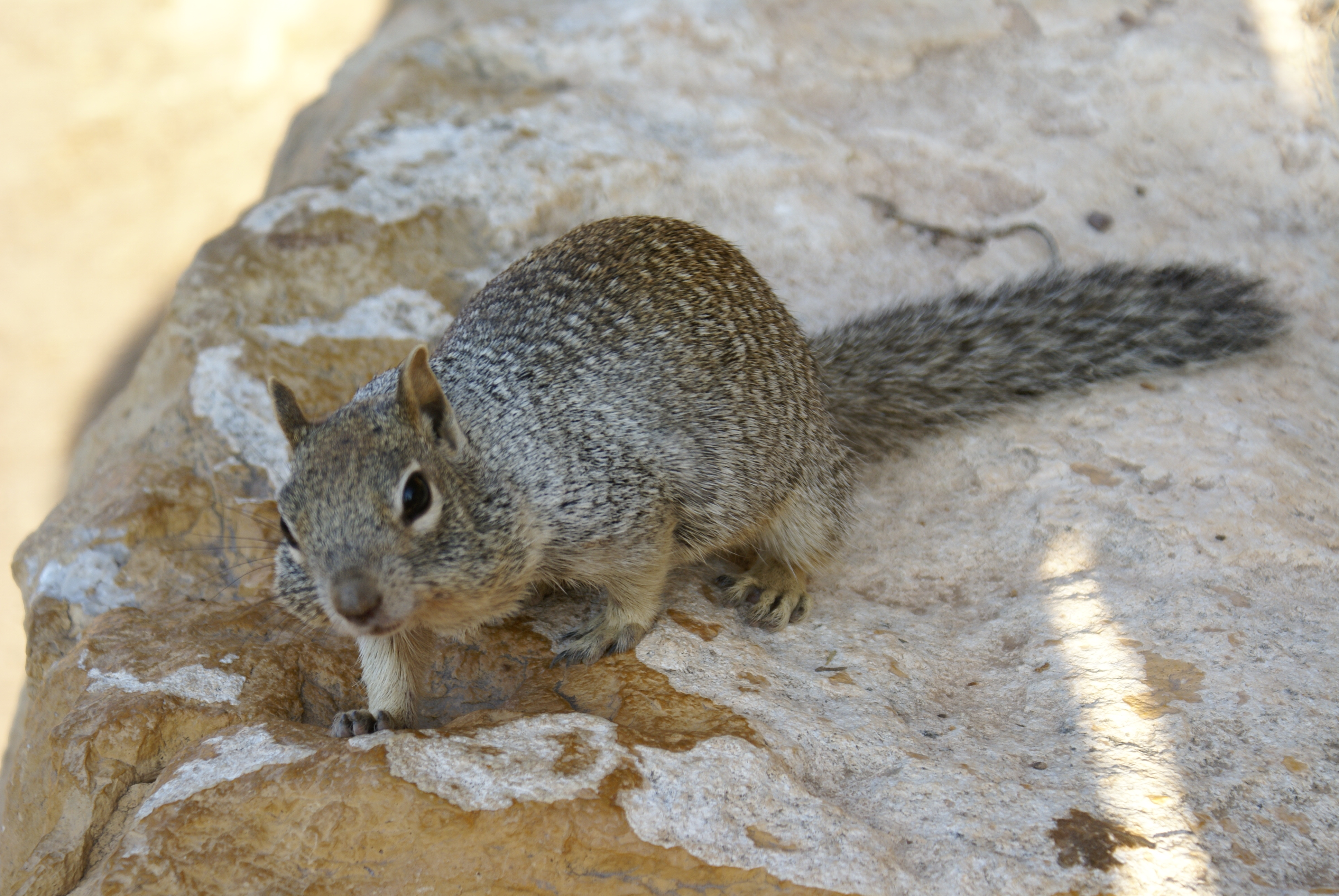

سنجاب‌های زمینی صخره‌ای (نام علمی: Otospermophilus) نام یک سرده از تبار سنجاب زمینی است.

## گونه‌ها
- سنجاب صخره‌ای باخا کالیفرنیا, Otospermophilus atricapillus
- سنجاب زمینی صخره‌ای, Otospermophilus variegatus
- سنجاب زمینی کالیفرنیا, Otospermophilus beecheyi